# ژئوفروی ۱۲۸۹۶
سیارک ۱۲۸۹۶ (به انگلیسی: 12896 Geoffroy، نامگذاری:1998QV102) دوازده هزار و هشتصد و نود و ششمین سیارک کشف شده‌است که در ۲۶ اوت ۱۹۹۸ کشف شد.
قدر مطلق سیارک برابر ۴۴.۶ است.